# Бора-Тайга
Бора-Тайга (тув. Бора Тайга) — село в Сут-Хольского кожууне Республики Тыва. Административный центр и единственный населённый пункт Бора-Тайгинского сумона. Население 968 человек (2007), 762 (2014)

## География
Село находится в долине между реками Ак-Суг (на севере) и Даг-Бары (с юга).
Уличная сеть
ул. Донгак Вячеслав, ул. Кара-Сал Павел, ул. Комсомольская, ул. Найырал, ул. Ооржак Чулдум, ул. Ортаа-Тал, ул. Эрик.
К селу административно относятся местечки (населённые пункты без статуса поселения) м. Доргун, м. Кок-Чарык, м. Кошпес-Баары, м. Коъш-Терек, м. Оргу-Шол, м. Ортаа-Тал, м. Сайыр-Аксы, м. Холчуктуг, м. Чечектиг
Географическое положение
Расстояние до:
районного центра Суг-Аксы: 9 км.
столицы республики Кызыл: 231 км.
Ближайшие населённые пункты
Ак-Даш 7 км, Суг-Аксы 8 км, Кара-Чыраа 12 км, Алдан-Маадыр 16 км, Кызыл-Тайга (Ак-Аксы) 18 км, Баян-Тала 20 км, Теве-Хая 21 км,Чыраа-Бажы 26 км, Шеми 29 км
Климат
Сумон, как и весь Сут-Хольский кожуун, приравнен к районам Крайнего Севера.

## Население
| 2002 | 2010 | 2011 | 2012 | 2013 | 2014 | 2015 |
| ---- | ---- | ---- | ---- | ---- | ---- | ---- |
| 879  | ↘748 | ↘747 | ↗762 | ↘733 | ↗749 | ↗754 |
| 2016 | 2017 | 2018 | 2019 | 2020 | 2021 |      |
| ↗766 | ↗782 | ↘775 | ↘764 | ↘750 | ↗761 |      |

## Известные жители
- Куулар Татьяна Маннай-ооловна (1949) — заслуженный работник образования Республики Тыва, ветеран спорта РСФСР, работала в Бора-Тайгинской начальной (сейчас — средней) школе.

## Инфраструктура
отделение почтовой связи Бора-Тайга
образование
Бора-Тайгинская средняя общеобразовательная школа (ул. Найырал, д.48)
детсады «Хунчугеш», «Челээш»
ОО ЦЕНТР ЭКОЛОГИИ СУТ-ХОЛЬСКОГО КОЖУУНА
сельское хозяйство
Выращивание зерновых и зернобобовых культур: СХК МЕШПЕК, СХК СУУР-БАЖЫН-1, СХК САЙ, СХК «АК»
Разведение овец и коз: СХК «ЧОЛДУГ», СХК «ШЕННЕЙ»
культура
СДК Сумона Бора-Тайгинский (ул. Найырал, д.40)
административная деятельность
Администрация села Бора-Тайга
Администрация Бора-Тайгинского сумона

## Транспорт
Автодорога местного значения.